# Fender Jaguar

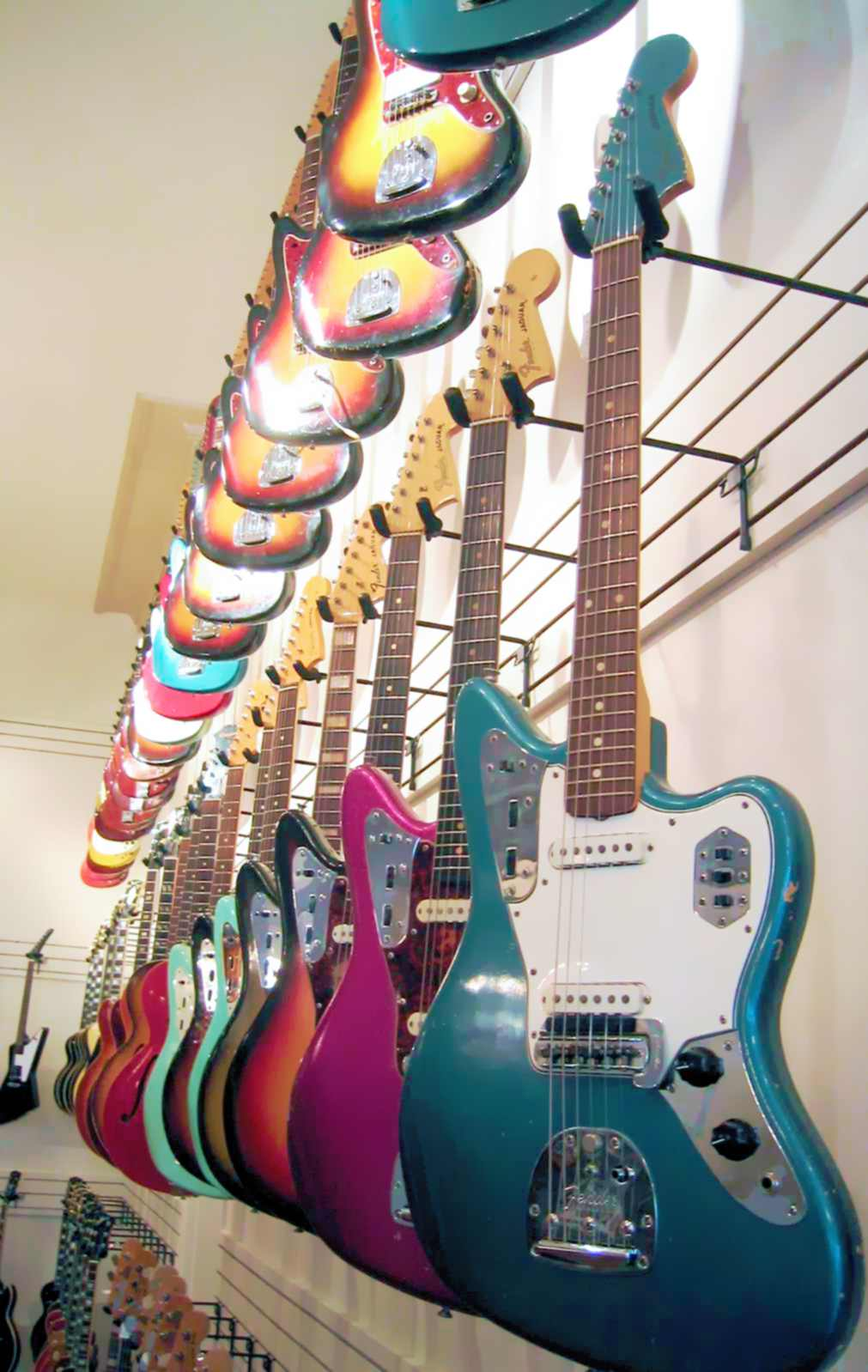
Een rijtje Fender Jaguars

De Fender Jaguar is een elektrische gitaar die Fender in 1962 op de markt bracht. De Fender Jaguar was origineel bedoeld als jazzgitaar, maar kwam al snel in de surf-scene terecht. Sindsdien werd zij gepositioneerd als een surf-gitaar, samen met de Fender Jazzmaster. Allebei werden ze populair bij de surfrockbands en in de vroege tot midden jaren '60. Vanaf eind jaren '80 en met name in de jaren '90 werden ze weer populair, mede dankzij enkele alternatieve rock-gitaristen.
Het ontstaan van de Fender Jaguar begint al in de late 50er jaren, kort na de introductie van de Fender Jazzmaster in 1958. Forrest White, een van de drie voormannen van Fender toentertijd, was gaan experimenteren met twee circuits gitaren. Hij werkte aan een gitaar met twee totaal verschillende tonen en de mogelijkheid om daartussen te schakelen met een schakelaar.
Forrest legde dit idee voor aan zijn vriend en medewerker Leo Fender. Maar aangezien Leo Fender geen gitaar speelde, en ze zelfs niet kon stemmen, werd hij er niet warm of koud van.
Toen Alvino Rey van het idee hoorde, was deze muzikant erg enthousiast over de Fender Jaguar. Hierdoor nam Leo Fender het ontwerp aan. De gitaar van Forrest White werd een van de hoofdmodellen van Fender. Toch werd deze gitaar niet zo goed verkocht. Een deel van het probleem van de Fender Jazzmaster waren de grote rechthoekige enkelspoelelementen, die statische elektriciteit aantrokken, waardoor er een snerpend geluid ontstond.
Fender bleef niet bij de pakken zitten en accepteerde hun misser. Ze gingen weer aan het werk en wilden de Fender Jazzmaster een nieuwe draai geven. Hierdoor ontstond de Fender Jaguar.
Deze gitaar had een kortere hals met 22 fretten, chromen platen op de slagplaat, in plaats van 1 schakelaar 3 schakelaars en dunnere pick-ups met een metalen beschermlaag om het snerpende geluid te verminderen. De Fender Jaguar had een op een veer werkend mute-device, hierdoor verstomden automatisch de snaren.  De Jaguar was veel ingewikkelder en technisch vooruitstrevender dan de Fender Jazzmaster en Fender was er zeker van dat deze gitaar goed verkocht zou worden, maar dat bleek niet zo. Net als bij haar voorgangster werd de productie vervroegd gestopt, in 1975.

## Herwaardering
Met de opkomst van de Grunge werden de Jaguar en de Jazzmaster weer populaire gitaren. Bands als Sonic Youth, Dinosaur Jr. en Nirvana speelden op tweedehands exemplaren die voor slechts enkele honderden dollars te koop waren. De populariteit van zowel de Jaguar als de Jazzmaster was vooral te danken aan het brugsysteem, de zogenaamde Floating Bridge. Deze speciale tremolo-constructie had als bijwerking dat zij veel boventonen genereerde. Men noemt een gitaar met dit brugtype ook wel een tailedbridgegitaar. In de jaren zestig was die klank ongewenst, maar met name Sonic Youth was door hun specialisme met hun schroevendraaier-onder snaar-techniek op zoek naar het 3rd bridge-gitaargeluid, wat de tailed bridge deels in zich had. Het snarenveld achter de kam geeft een specifieke klank. Omdat de oude Jaguars vandaag de dag op de tweedehandsmarkt erg duur zijn geworden, zijn ook andere tailed bridge gitaren populair geworden, met name omdat elke tail (staart) een andere specifieke klanksamenstelling heeft.